# Fernando Redondo Díaz
Fernando Redondo Díaz, (La Habana, 6 de octubre de 1930 - Madrid 8 de septiembre de 2003) fue un militar e historiador español.

## Biografía, formación y carrera
Hijo del ingeniero Joaquín Redondo -quien fuera en su día jugador del Real Madrid y el primer español en volar con Blériot- nace Fernando Redondo en La Habana, en 1930. Entre 1939 y 1949 es alumno del elitista Colegio de Belén de los PP. Jesuitas en La Habana, el mismo colegio donde estudiaron Ricardo Goizueta, más tarde presidente de Coca-Cola y Fidel Castro.
En 1951 viaja a España para ingresar en la Academia General Militar. Además de los estudios específicos de militar, Redondo realizó los cursos de dirección de empresas en ICADE (1961-1965), de especialidad en carros de combate (1975), y de ruso en la Universidad de Anglia del Este, en 1976. 
Destinado en distintas unidades, generalmente de automóviles e infantería mecanizada, la carrera de Redondo toma un giro diferente cuando se le destina al Servicio Histórico Militar (1981-1988), pasando ese último año a la Reserva Activa y retirándose en 1995 con el grado de Coronel. A partir de esa fecha se suceden sus publicaciones, muchas de ellas sin firmar.
Su conocimiento de lenguas extranjeras -francés, inglés, ruso y árabe vulgar- y su capacidad de trabajo y de comunicación le llevaron a participar en numerosos programas de televisión, congresos, y coloquios dentro y fuera de España.
Fue miembro de la Comisión encargada de redactar las Ordenanzas del Ejército de Tierra (1977-78), del Seminario de Estudios y Publicaciones presidido por el general Díez-Alegría (1983-1988) y Comisionado para colaborar con el National Army Museum de Londres en la exposición conmemorativa de la cooperación anglo-española durante la Guerra de Independencia, con motivo de la visita de SS. MM. los reyes de España al Reino Unido.
Estaba preparando un doctorado sobre el Ejército en tiempos de Godoy, cuando un proceso canceroso acabó con su vida, en 2003.

## Obra
Redondo inició tarde su carrera de historiador, cumplidos los cincuenta años. Eso no impidió una producción de gran calidad como "Leyenda y realidad de la Marcha Real española" que ha sido la base de todos los estudios posteriores. Tuvo igualmente un papel notable en la recuperación de la figura de historiadores militares caídos en el olvido. La mayor parte de su obra está dispersa en revistas y periódicos sin referenciar.

### Libros
- Historia del Ejército Español: tomo II. Los Ejércitos de la Reconquista, Madrid, Servicio Histórico Militar, 1984

#### Libros en colaboración
- Con Emilio Becerra, Ciudad Rodrigo en la Guerra de la Independencia, Ciudad Rodrigo, Patronato de la Casa Municipal de Cultura, 1988.

#### Capítulos de libros y ponencias
- "Ramón Franco: un aventurero del siglo XX" en La masonería española en el 2000: una revisión histórica, (coord.) por José Antonio Ferrer Benimeli, Vol. 2, 2001, ISBN 84-7753-881-6, págs. 937-950
- "La prensa militar y el papel de la masonería en ultramar" en La masonería española y la crisis colonial del 98,(coord.) por José Antonio Ferrer Benimeli, Vol. 2, 1999, ISBN 84-930391-0-1, págs. 711-716
- "La guerra de los diez años (1868-1878)", La presencia militar española en Cuba: (1868-1895), Congreso: Jornadas de Historia Militar II", Monografías del CESEDEN N.º 14, Madrid, Ministerio de Defensa, 1995, ISBN 84-7823-435-7, págs. 33-65
- "El ejército del siglo XVIII", en La España de las reformas: Hasta el final del reinado de Carlos IV, Tomo 10-2 de Historia General de España y América, Madrid, Rialp, 1984, ISBN 84-321-2106-1,págs. 145-185
- "Los observadores militares españoles en la Guerra de los Siete Años (1758-1761)", Temas de historia militar: (ponencias del Primer Congreso de Historia Militar), Vol. 1, Colección Adalid N.º 2, Madrid, Servicio de Publicaciones del Ejército, 1983, ISBN 84-500-8604-3, págs. 369-412
- Historia de las Fuerzas Armadas, Zaragoza, Ediciones Palafox, 1983, ISBN 84-86264-00-6

### Artículos
- "La logística de la hueste cortesiana", Revista de Historia Militar, ISSN 0482-5748, N.º Especial, 1986, págs. 183-198
- "Los observadores militares españoles en la Primera Guerra Mundial", Revista de Historia Militar, ISSN 0482-5748, N.º 59, 1985, págs. 197-208
- "Personas reales extranjeras, coroneles honorarios del Ejército español", Revista de Historia Militar, ISSN 0482-5748, N.º 58, 1985, págs. 171-174
- "La bandera nacional y banderas militares de España", Revista de Historia Militar, ISSN 0482-5748, N.º 58, 1985, págs. 9-21
- "La organización de la 'compaña' indiana de Hernán Cortés", Quinto centenario, ISSN 0211-6111, N.º 9, 1985 (Ejemplar dedicado a: A quinientos años del nacimiento de Hernán Cortés), págs. 87-106
- "Leyenda y realidad de la Marcha Real española", Revista de Historia Militar, ISSN 0482-5748, N.º 54, 1983, págs. 63-89

## Condecoraciones
- Orden de Ouissam Alauita
- Cruz Blanca del Mérito Militar